# 明葉蘚
明葉蘚（学名：Vesicularia montagnei）为樹生蘚科明葉蘚屬下的一个种。該物種主要分布于澳大利亚、中国、日本、印度、印度尼西亚、菲律宾、斯里兰卡、泰国、苏丹和越南等地。